# Knút Gormsson
Knút Gormsson (Canuto, c. 920-17 de octubre de 962 (en Leinster)) también Knút Dana-Ást, fue un príncipe vikingo de Dinamarca, hijo del rey Gorm el Viejo y su consorte Thyra Danebod por lo tanto también era hermano de Harald Blåtand y nieto de Harald Klak.
Canuto y Harald organizaban expediciones vikingas durante los veranos y regresaban a Dinamarca en invierno. En una de esas expediciones llegaron a Northumberland, en Inglaterra, donde fundaron un asentamiento. Ese paso les enfrentó al rey Athelstan y lucharon algunas batallas en Cleveland y Scarborough, apoderándose de York.
Canuto fue mortalmente herido en Inglaterra de un flechazo, mientras nadaba flanqueado entre las naves que no lograron impedir la tragedia. Cuando los sometidos ingleses se enteraron de la muerte, se levantaron en armas y expulsaron a los daneses que se vieron forzados a regresar a Dinamarca.
La leyenda menciona que el rey Gorm amaba tanto a su hijo que cuando se enteró de su muerte, murió de pena al día siguiente, a la misma hora.
Canuto es el padre de Harald Knutsson, que fue pretendiente a la corona danesa.